# Ф.И.С.T.
„Ф.И.С.T.“ (на английски: F.I.S.T.) е американски драматичен филм от 1978 г. на режисьора Норман Джейсън, в който Силвестър Сталоун изпълнява главната роля. Сталоун играе склададжия в Кливланд, който се включва в ръководството на профсъюзите на измислената „Федерация на междудържавните камиони“ (Ф.И.С.Т.).